# Olympische Sommerspiele 2012/Teilnehmer (Amerikanisch-Samoa)
| Gelbes Symbol für Goldmedaillen mit stilisierten Olympischen Ringen | Graues Symbol für Silbermedaillen mit stilisierten Olympischen Ringen | Braundes Symbol für Bronzemedaillen mit stilisierten Olympischen Ringen |
| ------------------------------------------------------------------- | --------------------------------------------------------------------- | ----------------------------------------------------------------------- |
| —                                                                   | —                                                                     | —                                                                       |

Amerikanisch-Samoa nahm in London an den Olympischen Spielen 2012 teil. Es war die insgesamt siebte Teilnahme an Olympischen Sommerspielen. Das American Samoa National Olympic Committee nominierte fünf Athleten in vier Sportarten.

## Flaggenträger
Der Schwimmer Ching Wei trug die Flagge Amerikanisch-Samoas während der Eröffnungsfeier.

## Teilnehmer nach Sportarten

### Judo
| Männer      |                   |   |   |              |         |    |
| Anthony Liu | Klasse bis 100 kg | - | - | J. Borodavko | 000-100 | 17 |

### Leichtathletik
Laufen und Gehen 
| Athleten       | Wettbewerb | Vorlauf | Vorlauf | 1. Runde      | 1. Runde      | Halbfinale    | Halbfinale    | Finale        | Finale        | Rang          |
| Athleten       | Wettbewerb | Zeit    | Rang    | Zeit          | Rang          | Zeit          | Rang          | Zeit          | Rang          | Rang          |
| -------------- | ---------- | ------- | ------- | ------------- | ------------- | ------------- | ------------- | ------------- | ------------- | ------------- |
| Männer         |            |         |         |               |               |               |               |               |               |               |
| Elama Faʻatonu | 100 m      | 11,55 s | 24      | ausgeschieden | ausgeschieden | ausgeschieden | ausgeschieden | ausgeschieden | ausgeschieden | ausgeschieden |

### Ringen
| Freistil Männer      |                  |            |     |    |
| Nathaniel Tuamoheloa | Klasse bis 96 kg | T. Isokawa | 0:5 | 18 |

### Schwimmen
| Athleten      | Wettbewerb     | Vorlauf | Vorlauf | Halbfinale    | Halbfinale    | Finale        | Finale        | Rang |
| Athleten      | Wettbewerb     | Zeit    | Rang    | Zeit          | Rang          | Zeit          | Rang          | Rang |
| ------------- | -------------- | ------- | ------- | ------------- | ------------- | ------------- | ------------- | ---- |
| Frauen        |                |         |         |               |               |               |               |      |
| Megan Fonteno | 100 m Freistil | 57,45 s | 35      | ausgeschieden | ausgeschieden | ausgeschieden | ausgeschieden | 35   |
| Männer        |                |         |         |               |               |               |               |      |
| Ching Wei     | 50 m Freistil  | 27,30 s | 51      | ausgeschieden | ausgeschieden | ausgeschieden | ausgeschieden | 51   |